# Patricija Paukštytė
Patricija Paukštytė (* 13. September 2004 in Kaunas) ist eine litauische Tennisspielerin.

## Karriere
Sie wuchs in der zweitgrößten litauischen Stadt Kaunas auf. Jetzt wohnt sie in der litauischen Hauptstadt Vilnius und lernt am Sportgymnasium Vilnius in Fabijoniškės sowie trainiert in der Tenissakademie Vilnius. 
Paukštytė spielt bislang vorrangig Turniere der ITF Women’s World Tennis Tour, wo sie bisher zwei Einzeltitel und zehn Titel im Doppel gewinnen konnte.
Seit 2021 spielt sie für die Litauische Fed-Cup-Mannschaft, wo sie bislang bei 12 Begegnungen von 13 Matches zehn gewinnen konnte, davon alle zwei Einzel und acht von 11 Doppeln.

## Turniersiege

### Einzel
| Nr. | Datum          | Turnier  | Kategorie | Belag     | Finalgegnerin              | Ergebnis      |
| --- | -------------- | -------- | --------- | --------- | -------------------------- | ------------- |
| 1.  | 28. April 2024 | Monastir | ITF W15   | Hartplatz | Marija Tkatschowa          | 7:64, 6:2     |
| 2.  | 8. Juni 2025   | Monastir | ITF W15   | Hartplatz | Lamis Alhussein Abdel Aziz | 6:0, 5:7, 6:3 |

### Doppel
| Nr. | Datum             | Turnier             | Kategorie | Belag     | Partnerin       | Finalgegnerin                              | Ergebnis          |
| --- | ----------------- | ------------------- | --------- | --------- | --------------- | ------------------------------------------ | ----------------- |
| 1.  | 20. August 2022   | Eindhoven           | ITF W15   | Sand      | Laïa Petretic   | Demi Tran Lian Tran                        | 4:6, 7:5, [11:9]  |
| 2.  | 8. Oktober 2022   | Scharm asch-Schaich | ITF W15   | Hartplatz | Vivian Yang     | Romana Čisovská Barbora Matúšová           | 7:5, 6:4          |
| 3.  | 18. März 2023     | Iraklio             | ITF W15   | Sand      | Anca Todoni     | Shavit Kimchi Nina Vargová                 | 6:3, 67:7, [10:5] |
| 4.  | 16. Juli 2023     | Bacău               | ITF W15   | Sand      | Stefania Bojica | Melania Delai Greta Schieroni              | kampflos          |
| 5.  | 27. Oktober 2023  | Villena             | ITF W15   | Hartplatz | Andrė Lukošiūtė | Laura Böhner Joëlle Steur                  | 6:4, 2:6, [10:7]  |
| 6.  | 25. November 2023 | Iraklio             | ITF W15   | Sand      | Eleni Christofi | Karolina Krajmer Andrea Roots              | 6:3, 6:1          |
| 7.  | 15. Dezember 2023 | Melilla             | ITF W15   | Sand      | Chantal Sauvant | Inês Murta Olga Parres Azcoitia            | 6:4, 7:5          |
| 8.  | 31. Mai 2025      | Monastir            | ITF W15   | Hartplatz | Alicia Dudeney  | Mia Chudejová Polina Leikina               | 6:0, 6:4          |
| 9.  | 7. Juni 2025      | Monastir            | ITF W15   | Hartplatz | Astrid Cirotte  | Lamis Alhussein Abdel Aziz Anja Wildgruber | 6:4, 6:1          |
| 10. | 12. Juli 2025     | Monastir            | ITF W35   | Hartplatz | Alicia Dudeney  | Ashley Lahey Tiphanie Lemaître             | 7:65, 6:4         |